# Heinrich von Langenstein
Heinrich von Langenstein (latinisiert Henricus de Langenstein; auch Heinrich Heinbuche und Heinrich von Hessen der Ältere; * 1325 in Langenstein bei Marburg (Hessen); † 11. Februar 1397 in Wien) war ein deutscher Theologe, Kirchenpolitiker und Astronom. Er lehrte an der Pariser Sorbonne und ab 1384 an der jungen Universität Wien, für deren Reorganisation er verantwortlich war.

## Leben
Heinrich von Langenstein studierte 1358 in Paris. An der Sorbonne erhielt er 1363 den Lehrstuhl für Philosophie und stieg zum Vizekanzler auf. Er stand im Großen Abendländischen Schisma (1378–1447) auf Seiten von Papst Urban VI. und schlug die Einberufung eines Konzils vor. Daher musste er 1382 seine Stellung und schließlich Frankreich verlassen. Im folgenden Jahr hielt sich Heinrich längere Zeit im Kloster Eberbach auf, dessen Abt Jakob von Eltville war bis 1372 ebenfalls Professor der Sorbonne.
1384 wurde er Professor der Theologie an der (1365 gegründeten) Universität Wien, lehrte aber auch Astronomie. Am damaligen Sitz der Hochschule, dem Herzogskolleg, wurde für Beobachtungen der Astronomische Turm eingerichtet. Langenstein war 1393/94 Rektor der Universität.
Eine von Georg Tannstetter 1514 publizierte Sammlung astronomischer Tabellen enthält als Vorwort eine Geschichte der Wiener Mathematiker und Astronomen von 1384 bis 1514 -- siehe 
Viri Mathematici. Diese Wissenschaftsgeschichte beginnt mit Langenstein unter seinem lateinischen Namen Henricus de Hassia Germanus.

## Schriften
- Contra astrologos coniunctionistas de eventibus futurorum. 1371.
- Quaestio de cometa. 1386.
- De magnete.
- De habitudine causarum et influxu naturae communis respectu inferiorum.
- De reductione effectuum specialium in virtutes communes.
- Epistola pacis. 1379.
- Epistola consilii pacis de unione ac reformatione Ecclesiae. 1381.
- Epistola de cathedra Petri. 1395 oder 1396.
- Epistola de futuris periculis ecclesiae. 1383.
- Liber adversus Telesphori eremitae vaticinia de ultimis temporibus. 1392.
- Ecclesiae planctus de schismate Urbani et Clementis. 1393.
- Contra disceptationes et contrarias praedicationes fratrum mendicantium super conceptione beatissimae Mariae. 1390.
- De discretione spirituum. 1382–1384.
  - Thomas Hohmann: Heinrich von Langenstein, „Unterscheidung der Geister"“lateinisch und deutsch. Artemis, Zürich / München 1977.
- Speculum animae. 1382–1384 (Digitalisat der deutschen Ausgabe Der spiegel der sele, Nürnberg 1517)
- De contemptu mundi. 1382–1384.
- MS-B-193 - Cyprianus. Novatianus. Henricus Arnoldi. Mechthild von Hackeborn. (Ps.-)Augustinus. Henricus de Langenstein (Theologische Sammelhandschrift). Kreuzherrenkonvent, Marienfrede [um 1490 bis 1495; um 1480 bis 1490; 1489; um 1475] Digitalisat